# Bory (Malinowice)
Bory – część wsi Malinowice w Polsce, położona w województwie śląskim, w powiecie będzińskim, w gminie Psary.
W latach 1975–1998 Bory administracyjnie należały do województwa katowickiego.